# Verhovîna, Melitopol
Verhovîna (în ucraineană Верховина) este un sat în comuna Poleanivka din raionul Melitopol, regiunea Zaporijjea, Ucraina.

## Demografie
Componența lingvistică a localității Verhovîna
     Rusă (72%)
     Ucraineană (26%)
Conform recensământului din 2001, majoritatea populației localității Verhovîna era vorbitoare de rusă (72%), existând în minoritate și vorbitori de ucraineană (26%) și armeană (2%).